# The Kinks Are the Village Green Preservation Society
The Kinks Are the Village Green Preservation Society is een album van de Britse rockband The Kinks uit 1968.

## Tracks
- "The Village Green Preservation Society"
- "Do You Remember Walter?"
- "Picture Book"
- "Johnny Thunder"
- "Last of the Steam-Powered Trains"
- "Big Sky"
- "Sitting by the Riverside"
- "Animal Farm"
- "Village Green" #
- "Starstruck"
- "Phenomenal Cat"
- "All of My Friends Were There"
- "Wicked Annabella"
- "Monica"
- "People Take Pictures of Each Other"

Opnamen: november 1966 t/m februari 1967 (aangeduid met #), alle overige maart t/m oktober 1968.
Mick Avory · Dave Davies · Ray Davies

John Dalton · Gordon Edwards · Ian Gibbons · John Gosling · Bob Henrit · Andy Pyle · Pete Quaife · Jim Rodford